# Echipa națională de fotbal a Japoniei
Echipa națională de fotbal a Japoniei este echipa care reprezintă Japonia în competițiile internaționale de fotbal pentru seniori. Este condusă  de Asociația Japoneză de Fotbal. Japonia este una dintre cele mai de succes echipe din Asia câștigând de patru ori Cupa Asiei și calificându-se la ultimele patru Campionate Mondiale de Fotbal.

## Statistici
| # | Nume                 | Selecții | Goluri | Perioadă  |
| - | -------------------- | -------- | ------ | --------- |
| 1 | Yasuhito Endō        | 152      | 15     | 2002–2015 |
| 2 | Masami Ihara         | 122      | 5      | 1988–1999 |
| 3 | Yoshikatsu Kawaguchi | 116      | 0      | 1997–2010 |
| 4 | Yuji Nakazawa        | 110      | 17     | 1999–2010 |
| 4 | Shinji Okazaki       | 110      | 50     | 2008–     |
| 6 | Makoto Hasebe        | 105      | 2      | 2006–     |
| 7 | Yuto Nagatomo        | 99       | 3      | 2008–     |
| 8 | Shunsuke Nakamura    | 98       | 24     | 2000–2010 |
| 9 | Keisuke Honda        | 90       | 36     | 2008-     |
| 9 | Yasuyuki Konno       | 90       | 4      | 2004–     |

* Jucatorii scriși îngroșat sunt înca activi în fotbal.
| #  | Nume               | Goluri | Selecții | Perioadă  |
| -- | ------------------ | ------ | -------- | --------- |
| 1  | Kunishige Kamamoto | 80     | 84       | 1964–1977 |
| 2  | Kazuyoshi Miura    | 55     | 89       | 1990–2000 |
| 3  | Shinji Okazaki     | 50     | 110      | 2008–     |
| 4  | Hiromi Hara        | 37     | 75       | 1978–1988 |
| 5  | Keisuke Honda      | 36     | 90       | 2008–     |
| 6  | Shinji Kagawa      | 29     | 89       | 2008–     |
| 7  | Takuya Takagi      | 27     | 44       | 1992–1997 |
| 8  | Kazushi Kimura     | 26     | 54       | 1979–1986 |
| 9  | Shunsuke Nakamura  | 24     | 98       | 2000–2010 |
| 10 | Naohiro Takahara   | 23     | 57       | 2000–2008 |

* Jucatorii scriși îngroșat sunt înca activi în fotbal.

### Antrenori
| Antrenor           | Perioada  |
| ------------------ | --------- |
| Alberto Zaccheroni | 2010–     |
| Takeshi Okada      | 2007–2010 |
| Ivica Osim         | 2006–2007 |
| Zico               | 2002–2006 |
| Philippe Troussier | 1998–2002 |
| Takeshi Okada      | 1997–1998 |
| Shu Kamo           | 1994–1997 |
| Falcão             | 1994      |
| Hans Ooft          | 1992–1993 |
| Kenzo Yokoyama     | 1988–1991 |
| Yoshinobu Ishii    | 1986–1987 |
| Takaji Mori        | 1981–1985 |
| Saburō Kawabuchi   | 1980–1981 |

| Antrenor              | Perioada  |
| --------------------- | --------- |
| Masashi Watanabe      | 1980      |
| Yukio Shimomura       | 1979–1980 |
| Hiroshi Ninomiya      | 1976–1978 |
| Ken Naganuma          | 1972–1976 |
| Shunichiro Okano      | 1970–1971 |
| Ken Naganuma          | 1962–1969 |
| Hidetoki Takahashi    | 1960–1962 |
| Shigemaru Takenokoshi | 1958–1959 |
| Taizo Kawamoto        | 1958      |
| Hidetoki Takahashi    | 1957      |
| Shigemaru Takenokoshi | 1951–1956 |
| Hirokazu Ninomiya     | 1951      |

## Jucători

### Lotul actual
Următori jucători au fost selecționați pentru meciurile de la Campionatul Mondial de Fotbal 2022.

Meciuri si goluri la 23 noiembrie 2022 după meciul cu  Germania.
| Nr. | Poz. | Jucător                | Data nașterii (vârsta)         | Selecții | Goluri | Club                     |
| --- | ---- | ---------------------- | ------------------------------ | -------- | ------ | ------------------------ |
| 1   | P    | Eiji Kawashima         | 20 martie 1983 (42 de ani)     | 95       | 0      | Strasbourg               |
| 12  | P    | Shūichi Gonda          | 3 martie 1989 (36 de ani)      | 35       | 0      | Shimizu S-Pulse          |
| 23  | P    | Daniel Schmidt         | 3 februarie 1992 (33 de ani)   | 11       | 0      | Sint-Truiden             |
|     |      |                        |                                |          |        |                          |
| 2   | F    | Miki Yamane            | 22 decembrie 1993 (31 de ani)  | 15       | 2      | Kawasaki Frontale        |
| 3   | F    | Shogo Taniguchi        | 15 iulie 1991 (33 de ani)      | 14       | 0      | Kawasaki Frontale        |
| 4   | F    | Ko Itakura             | 27 ianuarie 1997 (28 de ani)   | 14       | 1      | Borussia Mönchengladbach |
| 5   | F    | Yuto Nagatomo          | 12 septembrie 1986 (38 de ani) | 139      | 4      | FC Tokyo                 |
| 16  | F    | Takehiro Tomiyasu      | 5 noiembrie 1998 (26 de ani)   | 30       | 1      | Arsenal                  |
| 19  | F    | Hiroki Sakai           | 12 aprilie 1990 (34 de ani)    | 73       | 1      | Urawa Red Diamonds       |
| 22  | F    | Maya Yoshida (căpitan) | 24 august 1988 (36 de ani)     | 123      | 12     | Schalke 04               |
| 26  | F    | Hiroki Ito             | 12 mai 1999 (25 de ani)        | 6        | 0      | VfB Stuttgart            |
|     |      |                        |                                |          |        |                          |
| 6   | M    | Wataru Endo            | 9 februarie 1993 (32 de ani)   | 44       | 2      | VfB Stuttgart            |
| 7   | M    | Gaku Shibasaki         | 28 mai 1992 (32 de ani)        | 60       | 3      | Leganés                  |
| 8   | M    | Ritsu Dōan             | 16 iunie 1998 (26 de ani)      | 30       | 4      | SC Freiburg              |
| 9   | M    | Kaoru Mitoma           | 20 mai 1997 (27 de ani)        | 10       | 5      | Brighton & Hove Albion   |
| 10  | M    | Takumi Minamino        | 16 ianuarie 1995 (30 de ani)   | 45       | 17     | Monaco                   |
| 11  | M    | Takefusa Kubo          | 4 iunie 2001 (23 de ani)       | 21       | 1      | Real Sociedad            |
| 13  | M    | Hidemasa Morita        | 10 mai 1995 (29 de ani)        | 17       | 2      | Sporting CP              |
| 14  | M    | Junya Ito              | 9 martie 1993 (32 de ani)      | 39       | 9      | Reims                    |
| 15  | M    | Daichi Kamada          | 5 august 1996 (28 de ani)      | 23       | 6      | Eintracht Frankfurt      |
| 17  | M    | Ao Tanaka              | 10 septembrie 1998 (26 de ani) | 16       | 2      | Fortuna Düsseldorf       |
| 24  | M    | Yuki Soma              | 25 februarie 1997 (28 de ani)  | 8        | 4      | Nagoya Grampus           |
|     |      |                        |                                |          |        |                          |
| 18  | A    | Takuma Asano           | 10 noiembrie 1994 (30 de ani)  | 38       | 8      | VfL Bochum               |
| 20  | A    | Shuto Machino          | 30 septembrie 1999 (25 de ani) | 4        | 3      | Shonan Bellmare          |
| 21  | A    | Ayase Ueda             | 28 august 1998 (26 de ani)     | 11       | 0      | Cercle Brugge            |
| 25  | A    | Daizen Maeda           | 20 octombrie 1997 (27 de ani)  | 9        | 1      | Celtic                   |

## Onoruri

### Internațional
- Olimipiada de Vară

Medalia de bronz (1): 1968
- Cupa Confederațiilor FIFA

Locul doi (1): 2001

### Regional
- Cupa Asiei AFC

Campioni (4): 1992, 2000, 2004, 2011
Locul patru (1): 2007
- Campionatul de Fotbal al Asiei de Est

Locul doi (3): 2003, 2005, 2008
Locul trei (1): 2010

## Campionatul Mondial
| Țară(i) gazdă / An | Prezențe                                                               | Poziția                                                                | MJ                                                                     | V                                                                      | E                                                                      | Î                                                                      | GM                                                                     | GP                                                                     |                                                                        |
| ------------------ | ---------------------------------------------------------------------- | ---------------------------------------------------------------------- | ---------------------------------------------------------------------- | ---------------------------------------------------------------------- | ---------------------------------------------------------------------- | ---------------------------------------------------------------------- | ---------------------------------------------------------------------- | ---------------------------------------------------------------------- | ---------------------------------------------------------------------- |
| 1930 - 1934        | Nu a intrat                                                            | Nu a intrat                                                            | Nu a intrat                                                            | Nu a intrat                                                            | Nu a intrat                                                            | Nu a intrat                                                            | Nu a intrat                                                            | Nu a intrat                                                            | Nu a intrat                                                            |
| 1938               | S-a retras                                                             | S-a retras                                                             | S-a retras                                                             | S-a retras                                                             | S-a retras                                                             | S-a retras                                                             | S-a retras                                                             | S-a retras                                                             | S-a retras                                                             |
| 1950               | Suspendată de FIFA pentru rolul său în cel de-al doilea război mondial | Suspendată de FIFA pentru rolul său în cel de-al doilea război mondial | Suspendată de FIFA pentru rolul său în cel de-al doilea război mondial | Suspendată de FIFA pentru rolul său în cel de-al doilea război mondial | Suspendată de FIFA pentru rolul său în cel de-al doilea război mondial | Suspendată de FIFA pentru rolul său în cel de-al doilea război mondial | Suspendată de FIFA pentru rolul său în cel de-al doilea război mondial | Suspendată de FIFA pentru rolul său în cel de-al doilea război mondial | Suspendată de FIFA pentru rolul său în cel de-al doilea război mondial |
| 1954               | Nu s-a calificat                                                       | Nu s-a calificat                                                       | Nu s-a calificat                                                       | Nu s-a calificat                                                       | Nu s-a calificat                                                       | Nu s-a calificat                                                       | Nu s-a calificat                                                       | Nu s-a calificat                                                       | Nu s-a calificat                                                       |
| 1958               | Nu a intrat                                                            | Nu a intrat                                                            | Nu a intrat                                                            | Nu a intrat                                                            | Nu a intrat                                                            | Nu a intrat                                                            | Nu a intrat                                                            | Nu a intrat                                                            | Nu a intrat                                                            |
| 1962               | Nu s-a calificat                                                       | Nu s-a calificat                                                       | Nu s-a calificat                                                       | Nu s-a calificat                                                       | Nu s-a calificat                                                       | Nu s-a calificat                                                       | Nu s-a calificat                                                       | Nu s-a calificat                                                       | Nu s-a calificat                                                       |
| 1966               | Nu a intrat                                                            | Nu a intrat                                                            | Nu a intrat                                                            | Nu a intrat                                                            | Nu a intrat                                                            | Nu a intrat                                                            | Nu a intrat                                                            | Nu a intrat                                                            | Nu a intrat                                                            |
| 1970 - 1994        | Nu s-a calificat                                                       | Nu s-a calificat                                                       | Nu s-a calificat                                                       | Nu s-a calificat                                                       | Nu s-a calificat                                                       | Nu s-a calificat                                                       | Nu s-a calificat                                                       | Nu s-a calificat                                                       | Nu s-a calificat                                                       |
| 1998               | Faza Grupelor                                                          | 31                                                                     | 3                                                                      | 0                                                                      | 0                                                                      | 3                                                                      | 1                                                                      | 4                                                                      |                                                                        |
| 2002               | Optimi                                                                 | 9                                                                      | 4                                                                      | 2                                                                      | 1                                                                      | 1                                                                      | 5                                                                      | 3                                                                      |                                                                        |
| 2006               | Faza Grupelor                                                          | 28                                                                     | 3                                                                      | 0                                                                      | 1                                                                      | 2                                                                      | 2                                                                      | 7                                                                      |                                                                        |
| 2010               | Optimi                                                                 | 9                                                                      | 4                                                                      | 2                                                                      | 1                                                                      | 1                                                                      | 4                                                                      | 2                                                                      |                                                                        |
| 2014               | Faza Grupelor                                                          | 29                                                                     | 3                                                                      | 0                                                                      | 1                                                                      | 2                                                                      | 2                                                                      | 6                                                                      |                                                                        |
| 2018               | Optimi                                                                 | 15                                                                     | 4                                                                      | 1                                                                      | 1                                                                      | 2                                                                      | 6                                                                      | 7                                                                      |                                                                        |
| 2022               | Optimi                                                                 |                                                                        | 4                                                                      | 2                                                                      | 1                                                                      | 1                                                                      | 5                                                                      | 4                                                                      |                                                                        |
| Total              | 7/22                                                                   | 9                                                                      | 25                                                                     | 7                                                                      | 6                                                                      | 12                                                                     | 25                                                                     | 33                                                                     |                                                                        |

## Istoricul meciurilor
| Parcursul la Cupa Mondială FIFA | Parcursul la Cupa Mondială FIFA | Parcursul la Cupa Mondială FIFA | Parcursul la Cupa Mondială FIFA | Parcursul la Cupa Mondială FIFA |
| Turneu                          | Runda                           | Adversar                        | Scor                            | Rezultat                        |
| ------------------------------- | ------------------------------- | ------------------------------- | ------------------------------- | ------------------------------- |
| 1998                            | Faza grupelor                   | Argentina                       | 0–1                             | Înfrângere                      |
| 1998                            | Faza grupelor                   | Croația                         | 0–1                             | Înfrângere                      |
| 1998                            | Faza grupelor                   | Jamaica                         | 1–2                             | Înfrângere                      |
|                                 |                                 |                                 |                                 |                                 |
| 2002                            | Faza grupelor                   | Belgia                          | 2–2                             | Egal                            |
| 2002                            | Faza grupelor                   | Rusia                           | 1–0                             | Victorie                        |
| 2002                            | Faza grupelor                   | Tunisia                         | 2–0                             | Victorie                        |
| 2002                            | Optimi                          | Turcia                          | 0–1                             | Înfrângere                      |
|                                 |                                 |                                 |                                 |                                 |
| 2006                            | Faza grupelor                   | Australia                       | 1–3                             | Înfrângere                      |
| 2006                            | Faza grupelor                   | Croația                         | 0–0                             | Egal                            |
| 2006                            | Faza grupelor                   | Brazilia                        | 1–4                             | Înfrângere                      |
|                                 |                                 |                                 |                                 |                                 |
| 2010                            | Faza grupelor                   | Camerun                         | 1–0                             | Victorie                        |
| 2010                            | Faza grupelor                   | Țările de Jos                   | 0–1                             | Înfrângere                      |
| 2010                            | Faza grupelor                   | Danemarca                       | 3–1                             | Victorie                        |
| 2010                            | Optimi                          | Paraguay                        | 0–0 3–5 d.l.d.                  | Egal                            |
|                                 |                                 |                                 |                                 |                                 |
| 2014                            | Faza grupelor                   | Coasta de Fildeș                | 1–2                             | Înfrângere                      |
| 2014                            | Faza grupelor                   | Grecia                          | 0–0                             | Egal                            |
| 2014                            | Faza grupelor                   | Columbia                        | 1–4                             | Înfrângere                      |
|                                 |                                 |                                 |                                 |                                 |
| 2018                            | Faza grupelor                   | Columbia                        | 2–1                             | Victorie                        |
| 2018                            | Faza grupelor                   | Senegal                         | 2–2                             | Egal                            |
| 2018                            | Faza grupelor                   | Polonia                         | 0–1                             | Înfrângere                      |
| 2018                            | Optimi                          | Belgia                          | 2–3                             | Înfrângere                      |
|                                 |                                 |                                 |                                 |                                 |
| 2022                            | Faza grupelor                   | Germania                        | 2–1                             | Victorie                        |
| 2022                            | Faza grupelor                   | Costa Rica                      | 0–1                             | Înfrângere                      |
| 2022                            | Faza grupelor                   | Spania                          | 2–1                             | Victorie                        |
| 2022                            | Optimi                          | Croația                         | 1–1 1–3 d.l.d.                  | Egal                            |
|                                 |                                 |                                 |                                 |                                 |

## Adversari
| Adversar      | Meciuri | Victorie | Remiză | Înfrângere |                  | Adversar | Meciuri | Victorie | Remiză | Înfrângere |
| ------------- | ------- | -------- | ------ | ---------- | ---------------- | -------- | ------- | -------- | ------ | ---------- |
| Croația       | 3       | 0        | 2      | 1          | Belgia           | 2        | 0       | 1        | 1      |            |
| Columbia      | 2       | 1        | 0      | 1          | Argentina        | 1        | 0       | 0        | 1      |            |
| Australia     | 1       | 0        | 0      | 1          | Brazilia         | 1        | 0       | 0        | 1      |            |
| Camerun       | 1       | 1        | 0      | 0          | Coasta de Fildeș | 1        | 0       | 0        | 1      |            |
| Costa Rica    | 1       | 0        | 0      | 1          | Danemarca        | 1        | 1       | 0        | 0      |            |
| Germania      | 1       | 1        | 0      | 0          | Grecia           | 1        | 0       | 1        | 0      |            |
| Jamaica       | 1       | 0        | 0      | 1          | Paraguay         | 1        | 0       | 1        | 0      |            |
| Polonia       | 1       | 0        | 0      | 1          | Rusia            | 1        | 1       | 0        | 0      |            |
| Senegal       | 1       | 0        | 1      | 0          | Spania           | 1        | 1       | 0        | 0      |            |
| Tunisia       | 1       | 1        | 0      | 0          | Turcia           | 1        | 0       | 0        | 1      |            |
| Țările de Jos | 1       | 0        | 0      | 1          |                  |          |         |          |        |            |
| 11 echipe     | 14      | 4        | 3      | 7          | 10 echipe        | 11       | 3       | 3        | 5      |            |

## Invitată la Copa América
| Țară(i) gazdă / An | Prezențe      | Poziția    | MJ         | V          | E          | Î          | GM         | GP         |            |
| ------------------ | ------------- | ---------- | ---------- | ---------- | ---------- | ---------- | ---------- | ---------- | ---------- |
| 1999               | Faza Grupelor | 10         | 3          | 0          | 1          | 2          | 3          | 8          |            |
| 2011               | S-a retras    | S-a retras | S-a retras | S-a retras | S-a retras | S-a retras | S-a retras | S-a retras | S-a retras |
| 2015               | S-a retras    | S-a retras | S-a retras | S-a retras | S-a retras | S-a retras | S-a retras | S-a retras | S-a retras |
| 2019               | Faza Grupelor |            |            |            |            |            |            |            |            |
| Total              | 2/46          | 10         | 3          | 0          | 1          | 2          | 3          | 8          |            |

| Rezultate la Copa América | Rezultate la Copa América | Rezultate la Copa América | Rezultate la Copa América |
| Anul                      | Runda                     | Scor                      | Rezultat                  |
| ------------------------- | ------------------------- | ------------------------- | ------------------------- |
| 1999                      | Faza Grupelor             | Japonia 2 – 3 Peru        | Înfrângere                |
| 1999                      | Faza Grupelor             | Japonia 0 – 4 Paraguay    | Înfrângere                |
| 1999                      | Faza Grupelor             | Japonia 1 – 1 Bolivia     | Egal                      |
| 2019                      | Faza Grupelor             | Japonia 0 – 4 Chile       | Înfrângere                |
| 2019                      | Faza Grupelor             | Japonia 2 – 2 Uruguay     | Egal                      |
| 2019                      | Faza Grupelor             | Japonia 1 – 1 Ecuador     | Egal                      |

## Vezi și
- Lista fotbaliștilor internaționali japonezi